# Muralla carlista de Soneja
La muralla Carlista de Soneja está formada por los restos que quedan de la que fuera en tiempos de las Guerras Carlistas la muralla defensiva de la población de Soneja, sitos entre las calles de la Parra y Almedíjar, del núcleo poblacional, en la comarca del Alto Palancia. Están catalogadas, de manera genérica, como Bien de Interés Cultural, con código 12.07.106-007, y anotación ministerial número 28404, con fecha 18 de enero de 2012.

## Historia
Durante la Primera Guerra Carlista, en concreto en julio de 1836, José Miralles, “El Serrador” llevó a cabo una serie de saqueos desde el Maestrazgo hacia la costa, en pueblos como Alfara, Algar, Sot de Ferrer y Soneja, donde entró el 17 de julio de ese mismo año, aprovechando que parte de la población y de los “hombres útiles” habían escapado y los nacionales estaban refugiados en la vecina población de Segorbe. Como fruto de su paso, la población fue saqueada e incendiada, asesinando a vecinos incluso fuera de la población, lo cual provocó, tras estos sucesos, la emigración de gran parte de la población a Valencia y Segorbe.
La intervención del General Narváez permitió que los carlistas se alejaran de la zona, los cuales, pese a estar por los alrededores de la zona no consiguieron volver a invadir la población.
Pese a todo, la población volvió a ser saqueada, según cuenta la historia popular, por lo que decidió amurallar a finales de 1839 la población para poder defenderse frente a nuevos ataques.

## Descripción
La muralla carlista que se levantó entre 1839 y 1840 cercaba lo que en aquel momento era el núcleo de la población y que hoy constituye el núcleo histórico de Soneja.
La muralla consistía, en ocasiones, en utilizar paredes externas de las casas en las que se hacían modificaciones (como apertura de aspilleras), o la construcción de trincheras y muros para cerrar calles. Así nos encontramos por ejemplo que existían en el cerco amurallado trincheras, como la que tenía una puerta que cerraba la calle Mayor, o la que se apoyaba a ambos lados en las casas del pueblo (en esta caso concreto propiedad de Justo Martínez y Joaquín Miravete), y además existían zonas aspilleradas hasta la calle de San Roque o de la Venta que estaba cerrada mediante una barricada que presentaba banquete de fábrica de piedra seca.
Se piensa que algunas casas, que daban al campo, tapiaban las puertas de los patios traseros para evitar el acceso al interior que podía dar paso a la parte del pueblo protegida por las casas utilizadas como muralla.
De esta forma la muralla recorría la parte habitada del pueblo teniendo calles que se cerraban como la calle del Romano, donde una trinchera que comenzaba en el corral del vecino Ramón Piquer a otro corral, cerraba el paso, al igual que lo hacía la trinchera que hacía esquina entre el corral anterior y la calle de la Huerta, la cual se cerraba en la casa que en aquella época pertenecía al vecino de Soneja llamado Miguel Martínez.
Actualmente nada más se pueden encontrar restos de este recinto que se construyó entre 1839 y 1840, con fábrica de tapial, y en el que todavía se distinguen algunas de sus aspilleras.